# Dorothy Dunbar
Dorothy Dunbar, nata Edith Augusta Dunbar (Cripple Creek, 28 maggio 1902 – Seattle, 23 ottobre 1992), è stata un'attrice e socialite statunitense protagonista, negli anni venti, di una serie di film muti.

## Biografia
Apparsa nel 1904, a soli due anni, in uno spettacolo di Broadway, nel 1924 Dorothy Dunbar arrivò a Hollywood. Le vennero affidati ruoli da protagonista in diversi film, avendo come partner spesso attori molto noti, quali Richard Barthelmess, che affiancò nel 1926 in The Amateur Gentleman. Fu anche la quarta attrice a impersonare sullo schermo il personaggio di Jane, la compagna di Tarzan, in Tarzan and the Golden Lion, film del 1927 che aveva come protagonista James Pierce e che annoverava nel cast anche Boris Karloff nel ruolo di un indigeno.
L'attrice lasciò il cinema dopo il suo secondo matrimonio, quello con Thomas Bucklin Wells II, ricco esponente della società di Minneapolis che morì a Parigi per abuso di droghe. Dorothy Dunbar ebbe sette mariti, tra cui: il produttore Maurice, da cui divorziò; Thomas Wells, sposato nell'ottobre 1926 e di cui restò vedova; il milionario sudamericano Jaime De Garson da cui divorziò nel 1931; il campione del mondo dei pesi massimi Max Baer, pugile e attore con cui si sposò l'8 luglio 1931 e da cui divorziò nel 1933; Russell Lawson, da cui ebbe due figli, Richard e Russell. Dopo quest'ultimo matrimonio, assunse il nome di Dorothy Wells Lawson, facendo vita di società e diventando una brava giocatrice di bridge e di golf, vincitrice di diversi trofei.
Morì a novant'anni, a Seattle, nello stato di Washington.

## Filmografia
- The Flaming Crisis, regia di William H. Grimes, Leo C. Popkin (1924)
- The Masquerade Bandit, regia di Robert De Lacey (1926)
- Derby reale (The Amateur Gentleman), regia di Sidney Olcott (1926)
- Breed of the Sea, regia di Ralph Ince (1926)
- Red Hot Hoofs, regia di Robert De Lacey (1926)
- Lightning Lariats, regia di Robert De Lacey (1927)
- When a Dog Loves, regia di J.P. McGowan (1927)
- Tarzan and the Golden Lion, regia di J.P. McGowan (1927)
- What Price Love?, regia di Harry Revier (1927)